# Tisovec
Tisovec és una ciutat d'Eslovàquia. Es troba a la regió de Banská Bystrica.

## Història
La primera menció escrita de la vila es remunta al 1334.

## Demografia
| Godina             | 1994 | 2004   | 2014   | 2024    |
| ------------------ | ---- | ------ | ------ | ------- |
| Nombre de persones | 4280 | 4116   | 4223   | 3587    |
| Diferència         |      | −3,83% | +2,59% | −15,06% |

| Godina             | 2023 | 2024   |
| ------------------ | ---- | ------ |
| Nombre de persones | 3632 | 3587   |
| Diferència         |      | −1,23% |

## Ciutats agermanades
- Putnok, Hongria
- Ludgeřovice, República Txeca
- Nowy Zmigród, Polònia
- Shenadoah, Estats Units